# Paul Signac

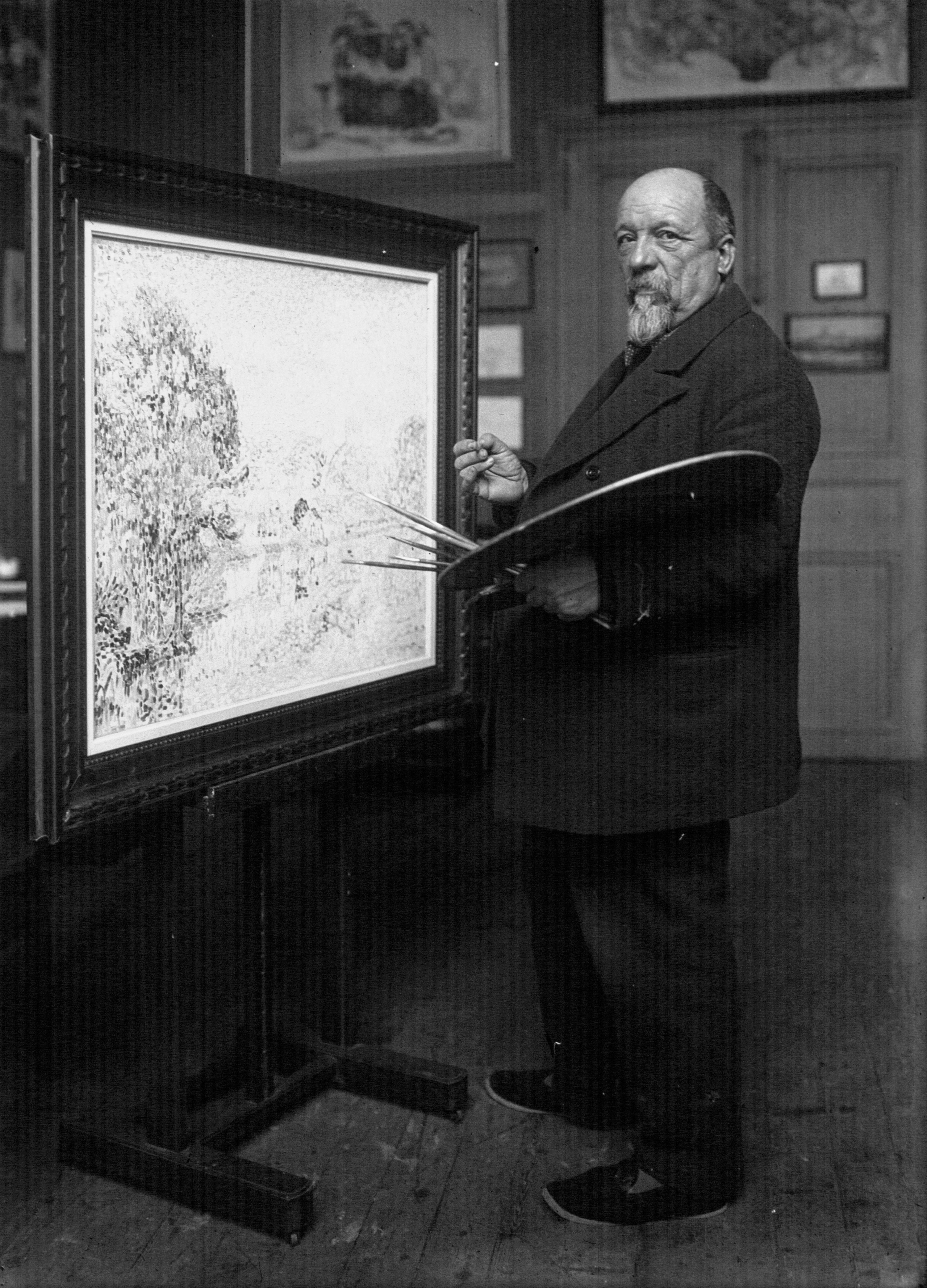
Paul Signac (1923)

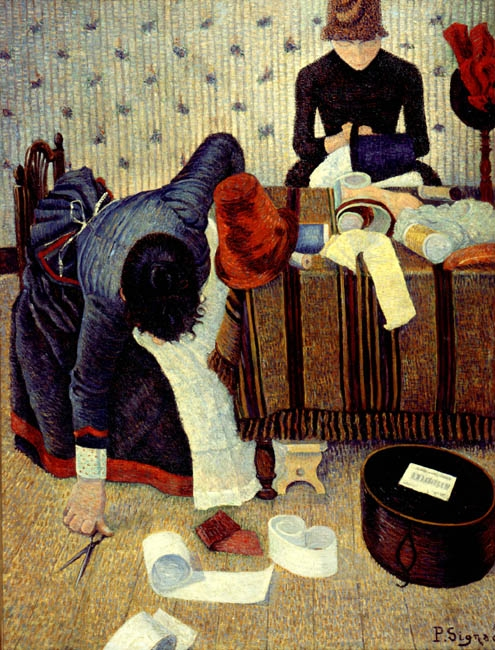
Zwei Hutmacherinnen in der Rue de Caire, um 1885–86

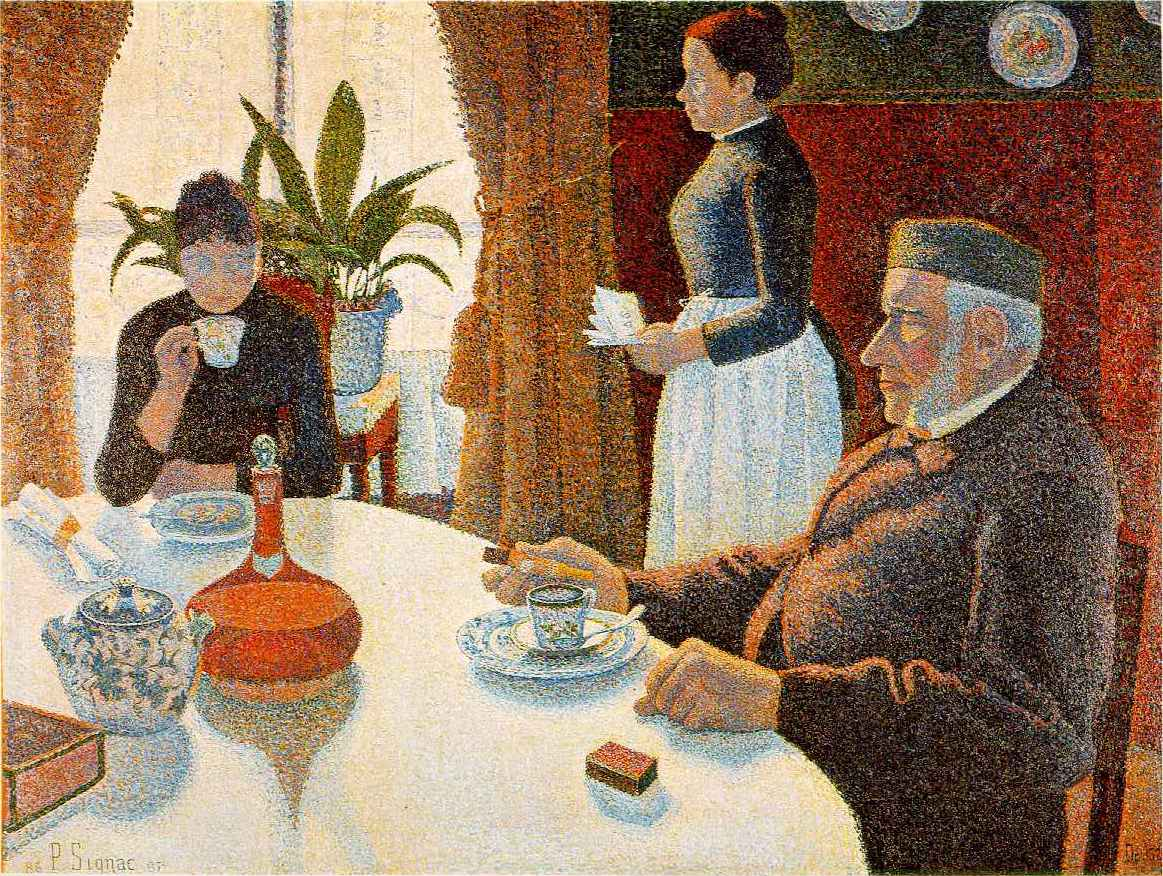
Das Frühstück (das Speisezimmer), 1886/87

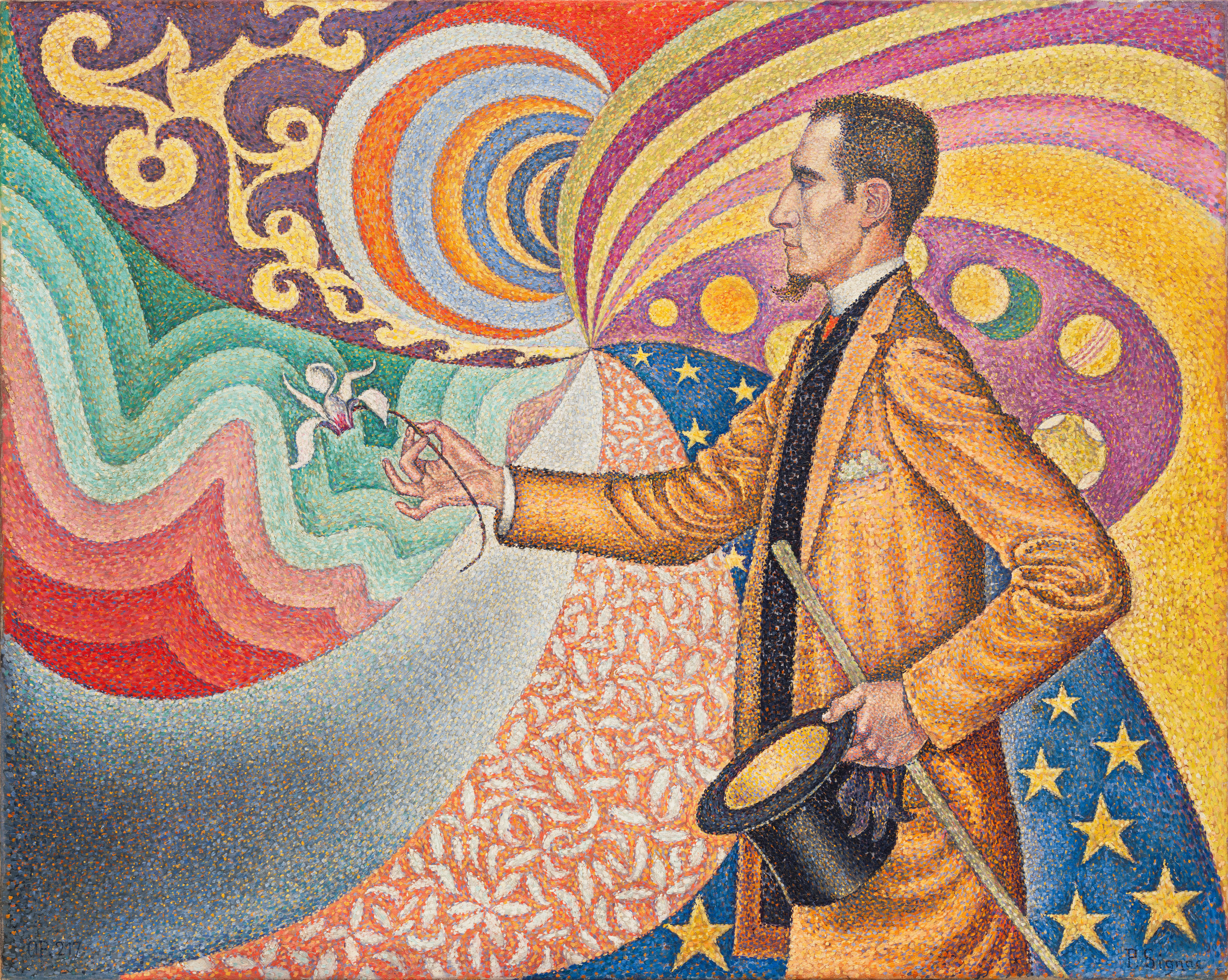
Porträt Félix Fénéon, 1890

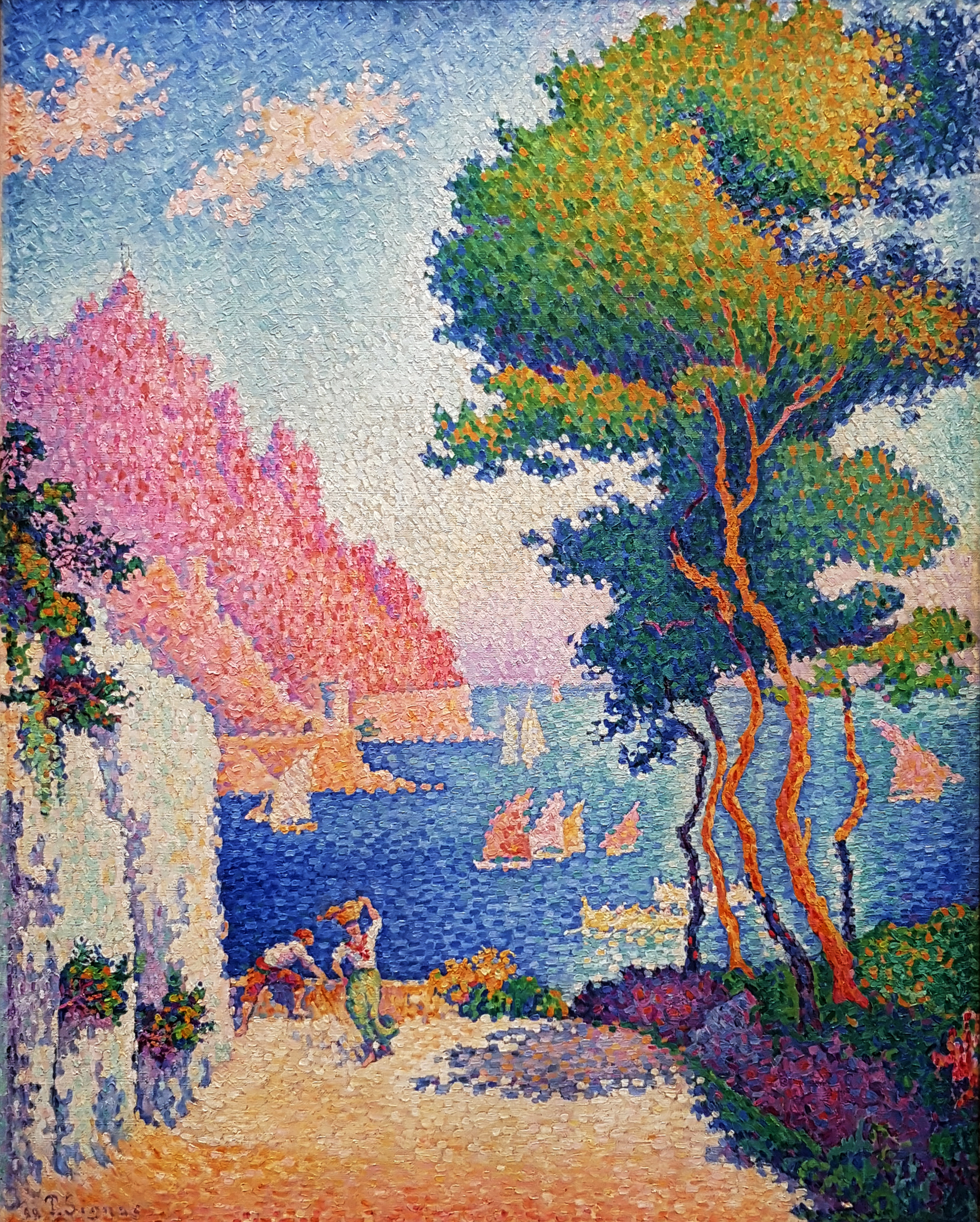
Capo di Noli, 1898

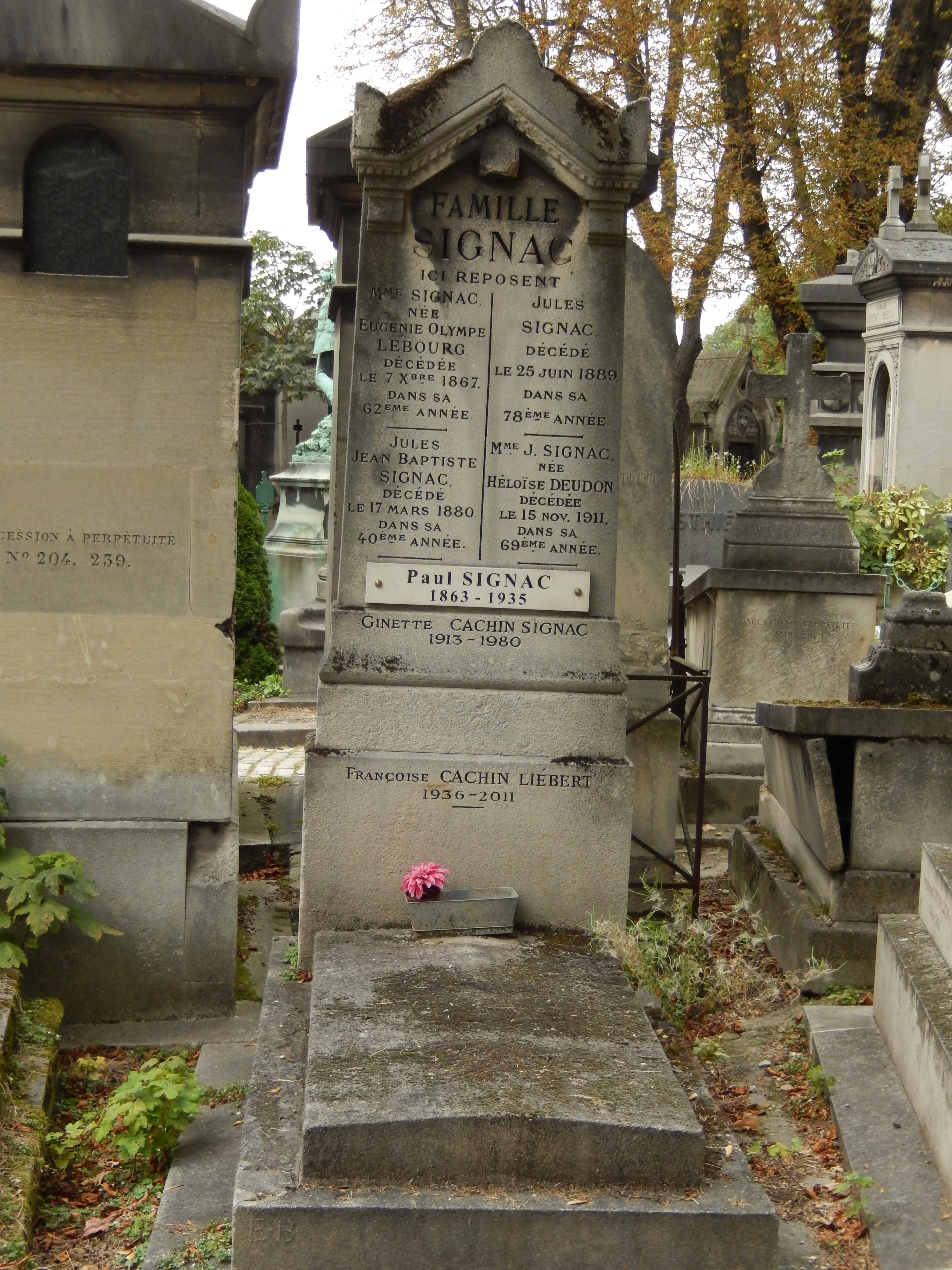
Grabstein der Familie Signac (2014)

Paul Signac (* 11. November 1863 in Paris; † 15. August 1935 ebenda) war ein französischer Maler und Grafiker und neben Georges Seurat der bedeutendste Künstler des Neoimpressionismus beziehungsweise Pointillismus.

## Leben
Als Künstler war Signac ein Autodidakt. Sein künstlerisches Vorbild waren zunächst Claude Monet und die Impressionisten. Er verwarf jedoch deren Idee der spontanen Suche und vertrat eine strengere, durchkomponierte Malweise im Sinne der Klassiker wie Eugène Delacroix.
1884 traf er Georges Seurat und entwickelte mit ihm gemeinsam die divisionistische Malerei. Für ihre Malerei machten sie sich neue wissenschaftliche Entdeckungen der Farbtheorie zu Nutze und setzten Pigmente der reinen Farbe in zahllosen Pünktchen unvermittelt nebeneinander. Im Unterschied zu den Impressionisten mischten sie die Farbe nicht mehr auf der Palette oder auf der Leinwand, sondern überließen dies dem Auge des Betrachters. Die Leuchtkraft dieser nicht vermischten, ungetrübten Farbe bleibt dadurch optimal erhalten. Im selben Jahr gründete Signac gemeinsam mit anderen Künstlern die Société des Artistes Indépendants. 1885 begegneten er und Seurat Camille Pissarro, der für sich ebenfalls diese Malweise entdeckte und adaptierte. 1886 stellten die drei als Gruppe gemeinsam mit Pissarros Sohn in einem gesonderten Raum auf dem 8. Salon des Indépendants aus.
Ab 1888 wurde Signac von den Ideen des Anarchismus angezogen. Er entwickelte eine Freundschaft mit Jean Grave und veröffentlichte in Les Temps nouveaux. Ab 1896 spendete er einige seiner Werke für eine Tombola zugunsten des Journals. 1902 gab er einige Zeichnungen für Guerre-Militarisme (Krieg-Militarismus) frei, in der Grave das Vorwort schrieb und Maximilien Luce und Théophile Alexandre Steinlen weitere Illustrationen beisteuerten. Er veröffentlichte auch in der Zeitschrift Le Père Peinard (1894–1899) von Émile Pouget.
Signacs Thema waren vor allem Landschaftsgemälde in hellen, leuchtenden Farben. Sein besonderes Interesse galt den Segelschiffen und der Welt der Häfen.
1904 reiste Signac nach Venedig und nahm von seinem Aufenthalt mehr als 200 formlose kleine Aquarellskizzen mit. Die Studien arbeitete er im südfranzösischen Saint-Tropez sorgfältig aus und schuf noch im selben Jahr elf Ölbilder.
Neben seiner praktischen Arbeit als Maler zeichnete sich Signac auch als Theoretiker aus. Programmatisch ist sein 1899 erschienener Aufsatz „D’Eugène Delacroix au néo-impressionisme“ („Von Eugène Delacroix zum Neo-Impressionismus“).
Signac war bereits zu Lebzeiten ein anerkannter und angesehener Künstler. 1911 wurde er als chevalier de la légion d’honneur (Ritter der Ehrenlegion) ausgezeichnet, 1926 als officier de la légion d’honneur (Offizier der Ehrenlegion) und schließlich 1933 als commandeur de la légion d’honneur (Kommandeur der Ehrenlegion). Seit dem Jahr 1915 war er Peintre Officiel de la Marine, ein offizieller Marinemaler der französischen Marine im Offiziersrang.
Paul Signac ruht im Familiengrab auf dem Cimetière du Père-Lachaise (Division 67) in seiner Heimatstadt Paris.

## Werke (Beispiele)
- Der Schnee, Bois, 1886, Öl auf Leinwand, 34,3 × 45,7 cm, Privatsammlung
- Große Pinie bei St. Tropez, 1892–1893 (Eremitage, Sankt Petersburg)
- Die rote Boje (La bouée rouge), 1895, (Musée d’Orsay, Paris)
- St. Tropez – La Ville et les Pins, 1892, 65 × 81 cm, Privatbesitz
- Hafen von Saint-Tropez, 1901/02, National Museum of Western Art, Tokio
- Blick auf den Hafen von Marseille, 1905 (Metropolitan Museum of Art, New York)
- Venedig, die rosa Wolke, 1909, (Albertina (Wien))
- Antibes le Soir, 1914 (Musée d’Art Moderne et Contemporain de Strasbourg, Straßburg)
- Leuchtturm bei Groix, 1926 (Metropolitan Museum of Art, New York)
- Seinebrücke, 1912 (Museum Folkwang, Essen)

## Ausstellungen
Im Jahr 1964 wurden Arbeiten von ihm auf der documenta III in Kassel in der Abteilung Handzeichnungen gezeigt.